# Anna Schudt

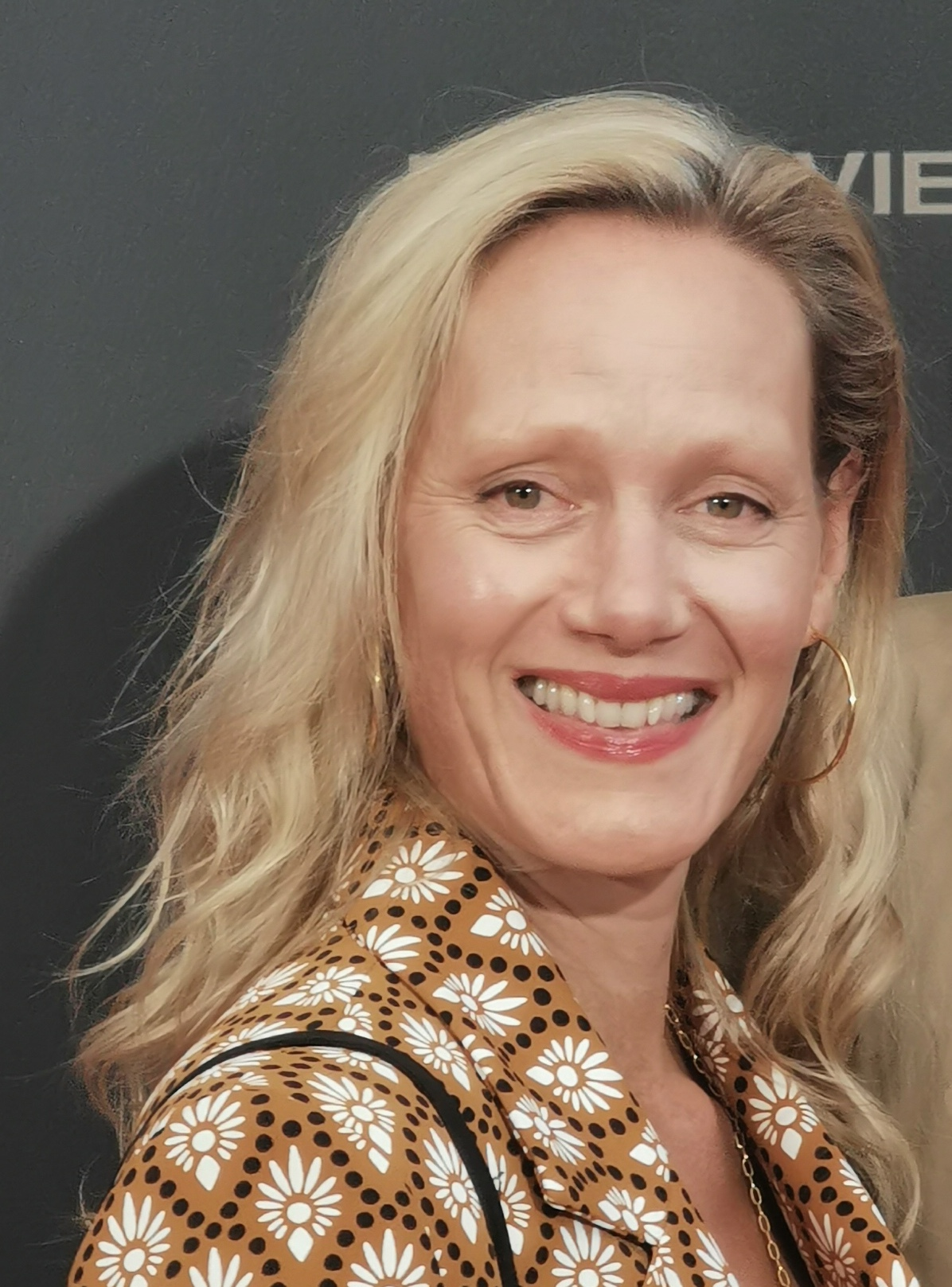
Anna Schudt (2023)

Anna Schudt (* 23. März 1974 in Konstanz) ist eine deutsche Schauspielerin und International-Emmy-Preisträgerin. Einem breiteren Publikum wurde sie unter anderem in ihrer Rolle als Tatort-Kommissarin Martina Bönisch, die sie zwischen 2012 und 2023 spielte, bekannt. Neben zahlreichen Theaterinszenierungen wie Maria Stuart am Residenztheater München stand sie seit 2002 bislang in über 70 Film- und Fernsehproduktionen vor der Kamera.

## Leben

### Herkunft und Ausbildung
Anna Schudt, die ältere von zwei Töchtern aus der Ehe eines Biochemikers und einer Körpertherapeutin, wuchs in Konstanz-Egg auf. Erste Erfahrungen sammelte sie am Theater Konstanz. Schudt verließ das Gymnasium nach der elften Klasse und begann als 17-Jährige ihre Ausbildung an der Otto-Falckenberg-Schule in München.

### Theater
1994 wurde Schudt im Alter von 19 Jahren festes Ensemblemitglied der Münchner Kammerspiele unter der Intendanz von Dieter Dorn. Zwei Spielzeiten war sie an der Berliner Schaubühne engagiert und ab 2001 am Bayerischen Staatsschauspiel in München, wo sie u. a. die Louise in Schillers Kabale und Liebe und die Sonja in Onkel Wanja spielte. Zusammen mit den anderen Darstellerinnen aus dem Chor der kriegsgefangenen Frauen von Troja in Hekabe erhielt Schudt 2002 den Kurt-Meisel-Preis des Vereins der Freunde des Bayerischen Staatsschauspiels.
Ab Januar 2006 war Schudt als Maria Stuart im gleichnamigen Drama neben Juliane Köhler auf der Bühne des Residenztheaters des Staatsschauspiels in München zu sehen. Für ihre schauspielerische Leistung erhielt sie 2006 als Solo-Künstlerin erneut den Kurt-Meisel-Preis.
2010 gab sie die Anna Karenina am Düsseldorfer Schauspielhaus.

### Film und Fernsehen
Seit 2002 steht Schudt auch regelmäßig in Film- und Fernsehproduktionen vor der Kamera. Ihr Debüt gab sie unter der Regie von Diethard Klante an der Seite von Edgar Selge als heimliche Geliebte Margarete Boschinsky eines verheirateten Ehemanns im Fernsehdrama Im Chaos der Gefühle.
2006 übernahm Schudt neben Christian Berkel und Frank Giering als Kriminalkommissarin Anne Vogt eine der Hauptrollen in der ZDF-Krimiserie Der Kriminalist. Nach einer Staffel stieg sie wieder aus, weil sie sich nach eigenen Angaben nicht auf eine Rolle festlegen lassen wollte und sich unterfordert fühlte. Von 2008 bis 2011 spielte sie an der Seite von Michaela May in der ARD-Fernsehreihe Alles was recht ist die Staatsanwältin Dr. Nike Reichert.

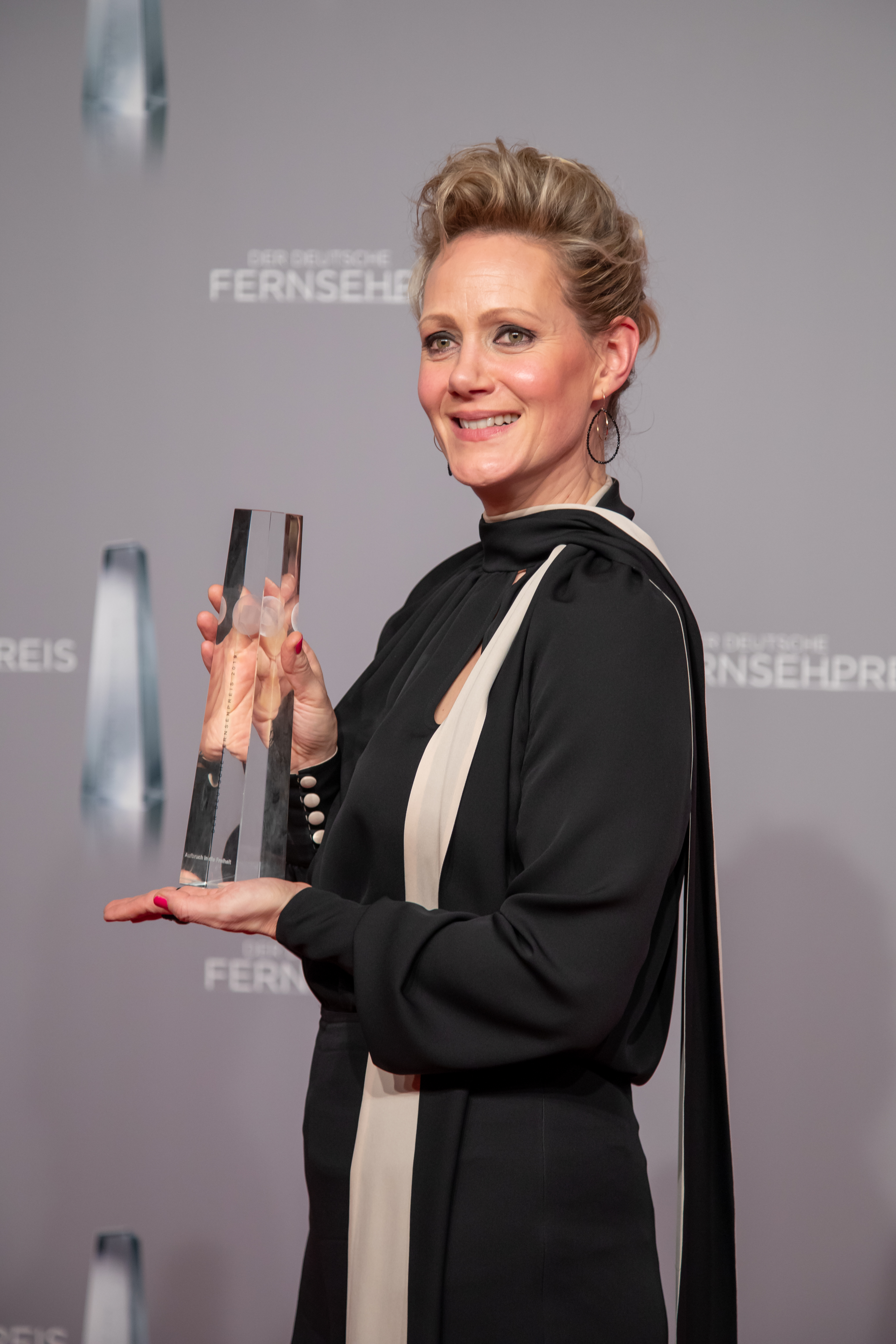
Anna Schudt mit dem Deutschen Fernsehpreis ausgezeichnet (2019)

Nachdem sie bereits seit 2004 in mehreren Folgen der ARD-Krimireihe Tatort gastierte, bildete sie mit Jörg Hartmann von 2012 bis 2022 das Dortmunder Ermittlungsduo Faber und Bönisch. Sie entschied sich, nach 10 Jahren aus der Rolle auszuscheiden, und stirbt in der im Februar 2022 erstausgestrahlten Folge Liebe mich! den Serientod. Von 2016 bis 2017 war sie gemeinsam mit Oliver Mommsen in der dreiteiligen ARD-Filmreihe Eltern allein zu Haus als Ehepaar Busche zu sehen, in der Folge Frau Busche übernahm sie die Titelrolle.
In der vierteiligen ARTE-Dokuserie Der Traum von der Neuen Welt verkörperte sie 2017 die Kinderärztin und Publizistin Hertha Nathorff. In dem historischen ZDF-Fernsehfilm Zwischen Himmel und Hölle über den Beginn der Reformation in Wittenberg spielte sie im selben Jahr die Ehefrau des von Christoph Maria Herbst dargestellten Lukas Cranach. Für ihre Rolle als Komikerin Gaby Köster im Fernsehfilm Ein Schnupfen hätte auch gereicht wurde Schudt 2018 mit dem International Emmy Award als beste Schauspielerin ausgezeichnet und für den Deutschen Fernsehpreis 2018 nominiert.
2019 erhielt sie für ihre Darstellung in Aufbruch in die Freiheit den Bayerischen Fernsehpreis und eine Nominierung für den Deutschen Fernsehpreis als beste Schauspielerin. 2022 wurde sie mit dem Ehrenpreis des Deutschen FernsehKrimi-Festivals für besondere Verdienste um den Fernsehkrimi gewürdigt.

### Privates
Anna Schudt ist seit 2010 mit dem Schauspieler Moritz Führmann verheiratet. Mit ihm hat sie zwei Söhne, ein weiterer Sohn entstammt einer früheren Beziehung mit Jens-Daniel Herzog, dem Intendanten am Staatstheater Nürnberg. Die Familie lebt in Düsseldorf.

## Filmografie (Auswahl)

### Filme
- 2002: Im Chaos der Gefühle (Fernsehfilm)
- 2005: Gespenster
- 2005: Neue Freunde, neues Glück (Fernsehfilm)
- 2005: Die Nachrichten (Fernsehfilm)
- 2006: Das gefrorene Meer (Kurzfilm)
- 2006: Auf ewig und einen Tag (Fernsehzweiteiler)
- 2008: Mama arbeitet wieder (Fernsehfilm)
- 2009: Keine Angst (Fernsehfilm)
- 2010: Das Glück kommt unverhofft (Fernsehfilm)
- 2010: Die Toten vom Schwarzwald (Fernsehfilm)
- 2010: Der Mann der über Autos sprang
- 2010: Verhältnisse (Fernsehfilm)
- 2011: Mörderisches Wespennest (Fernsehfilm)
- 2011: Hopfensommer (Fernsehfilm)
- 2014: Ein offener Käfig (Fernsehfilm)
- 2015: Ellas Entscheidung (Fernsehfilm)
- 2015: Engel unter Wasser (Fernsehfilm)
- 2016: Der gute Göring (Fernsehfilm)
- 2017: Ein Schnupfen hätte auch gereicht (Fernsehfilm)
- 2017: Zwischen Himmel und Hölle (Fernsehfilm)
- 2018: Aufbruch in die Freiheit (Fernsehfilm)
- 2019: Klassentreffen (Fernsehfilm)
- 2019: Zwischen zwei Herzen (Fernsehfilm)
- 2020: Eine harte Tour (Fernsehfilm)
- 2020: In Berlin wächst kein Orangenbaum
- 2022: Die Bürgermeisterin (Fernsehfilm)
- 2022: Laufen (Fernsehfilm, nach dem Roman von Isabel Bogdan)
- 2023: Ponyherz – Wild und Frei
- 2024: Nelly und das Weihnachtswunder (Fernsehfilm)
- 2024: Spuk unterm Riesenrad

### Fernsehserien und -reihen
- 2003: Bloch – Tausendschönchen
- 2004: Tatort – Abgezockt
- 2005: Tatort – Schürfwunden
- 2006: Kommissarin Lucas – Das Verhör
- 2006–2007: Der Kriminalist (6 Folgen)
- 2007: Tatort – Investigativ
- 2007: Einsatz in Hamburg – Die letzte Prüfung
- 2008: Ein starkes Team – Hungrige Seelen
- 2008: Alles was recht ist (Pilotfolge)
- 2009: Der Dicke (2 Folgen)
- 2009: Der Alte (Folge Männer in Schwarz)
- 2009: Polizeiruf 110 – Klick gemacht
- 2010: Nachtschicht – Das tote Mädchen
- 2010: Tatort – Familienbande
- 2011: Alles was recht ist – Sein oder Nichtsein
- 2011: Bella Block – Stich ins Herz
- 2012: Der letzte Bulle (Folge Tod eines Schlachters)
- 2012–2023: Tatort (als KHK Martina Bönisch) → siehe Faber und Bönisch
- 2012: Heimatkrimi – Bamberger Reiter. Ein Frankenkrimi
- 2013: Mordshunger – Verbrechen und andere Delikatessen
- 2015: Harter Brocken (Pilotfolge)
- 2015: Mordshunger – Verbrechen und andere Delikatessen: Wilder Westen
- 2015: Der Tatortreiniger (Folge Anbieterwechsel)
- 2017: Der Traum von der Neuen Welt (4 Folgen)
- 2017: Eltern allein zu Haus (Trilogie)
  - 2017: Die Schröders
  - 2017: Die Winters
  - 2017: Frau Busche
- 2019: Mordshunger – Verbrechen und andere Delikatessen: Wie ein Ei dem anderen
- 2019: Klassentreffen – Die Serie (4 Folgen)
- 2020: Kroymann (1 Folge)
- 2021: Kranitz – Bei Trennung Geld zurück (1 Folge)
- 2021: Ein Hauch von Amerika (6 Folgen)
- 2024: Push

## Theater (Auswahl)
- 2001: Anton Tschechow: Onkel Wanja, Regie: Barbara Frey, Bayerisches Staatsschauspiel
- 2001: Friedrich Schiller: Kabale und Liebe, Regie: Franz Xaver Kroetz, Münchner Kammerspiele
- 2006: Friedrich Schiller: Maria Stuart, Regie: Amelie Niermeyer, Bayerisches Staatsschauspiel
- 2009: Ein Mond für die Beladenen, Regie: Thomas Langhoff, Bayerisches Staatsschauspiel
- 2010: Lew Tolstoi: Anna Karenina, Regie: Petra Luisa Meyer, Düsseldorfer Schauspielhaus
- 2024–2025: Maja Zade: changes, Regie: Thomas Ostermeier, Schaubühne Berlin

## Hörspiele (Auswahl)
- 1996: Johanna – Vision/War/Death von Ali N. Askin und Markus Vanhoefer, Regie: die Autoren, Bayerischer Rundfunk
- 1996: Die Brautjungfer von Ruth Rendell, Regie: Otto Düben, Süddeutscher Rundfunk
- 2008: No Go Area. Vorläufiger Bericht aus dem Außen von Friedemann Schulz, Regie: Ulrich Lampen, Hessischer Rundfunk
- 2012: Born a fox – Als Fuchs geboren von A. L. Kennedy, Regie: Iris Drögekamp, Südwestrundfunk
- 2013: Olivia – Manchmal kommt das Glück von ganz allein von Jowi Schmitz, Regie: Kirstin Petri, Südwestrundfunk[15]
- 2024: The Belles. Fantasy-Hörspiel-Serie nach Dhonielle Clayton. Hörspiel. WDR[16]